# Фридрих II (Пфалц)
Вижте пояснителната страница за други личности с името Фридрих II.
Фридрих II Мъдрия (на немски: Friedrich II., der Weise; * 9 декември 1482, замък Винцинген при Нойщат ан дер Вайнщрасе; † 26 февруари 1556, Алцай) от фамилията Вителсбахи, е пфалцграф и курфюрст на Пфалц от 1544 до 1556 г.

## Живот
Фридрих е четвъртият син на курфюрст Филип от Пфалц и Маргарета Баварска (1456 – 1501) от Бавария-Ландсхут, дъщеря на херцог Лудвиг IX Богатия.
Той расте през повечето време в Нидерландия близо до Филип Красивия. Той служи на Хабсбургската императорска фамилия и през 1507 г. придружава бащата на Филип I Красивия, император Максимилиан I, във войната против Венеция.
Заедно с брат си курфюрст Лудвиг V избират сина на Филип I Красивия, Карл V, за император, което по-късно му носи титлата имперски заместник на монарха (reichsverweser). След смъртта на император Максимилиан Фридрих II отива през 1519 г. до Испания, за да занесе съобщението от изборите на новоизбрания немски крал Карл V.
През 1505 – 1522 г. той е надзорник на своите племенници Отхайнрих и Филип от Херцогство Пфалц-Нойбург от фамилията Вителсбахи.
След смъртта на неговия баща през 1520 г. Фридрих е регент на Горен Пфалц. Той служи като генерал на Фердинанд I Хабсбургски и има дипломатически задачи в Рим, Мадрид и Париж.
На 29 септември 1535 г. Фридрих се жени в Хайделберг за 15-годишната принцеса Доротея Датска (* 10 ноември 1520; † 31 май 1580), дъщеря на крал Кристиан II от Дания и неговата съпруга Изабела Хабсбург, дъщеря на крал Филип Красивия. Бракът е бездетен.
На 16 март 1544 г. наследява брат си Лудвиг и така става курфюрст на Пфалц.
Умира на 73-годишна възраст в Алцай. Погребан е в църквата Свети Дух в Хайделберг. Неговият племенник Отхайнрих става курфюрст на Пфалц.
- Рисунка от Албрехт Дюрер, 
1523
- Портрет от Бартел Беам
- Портрет от Ханс Бесер, 
1546